# Jüdische Gemeinde Edenkoben
Die Wurzeln der jüdische Gemeinde Edenkoben im rheinland-pfälzischen Landkreis Südliche Weinstraße reichen bis ins Jahr 1660 zurück. Die Kultusgemeinde bestand bis 1940. Sie fiel in den Zuständigkeitsbereich des Bezirksrabbinats Landau.

## Geschichte

### Entwicklung bis zum 19. Jahrhundert

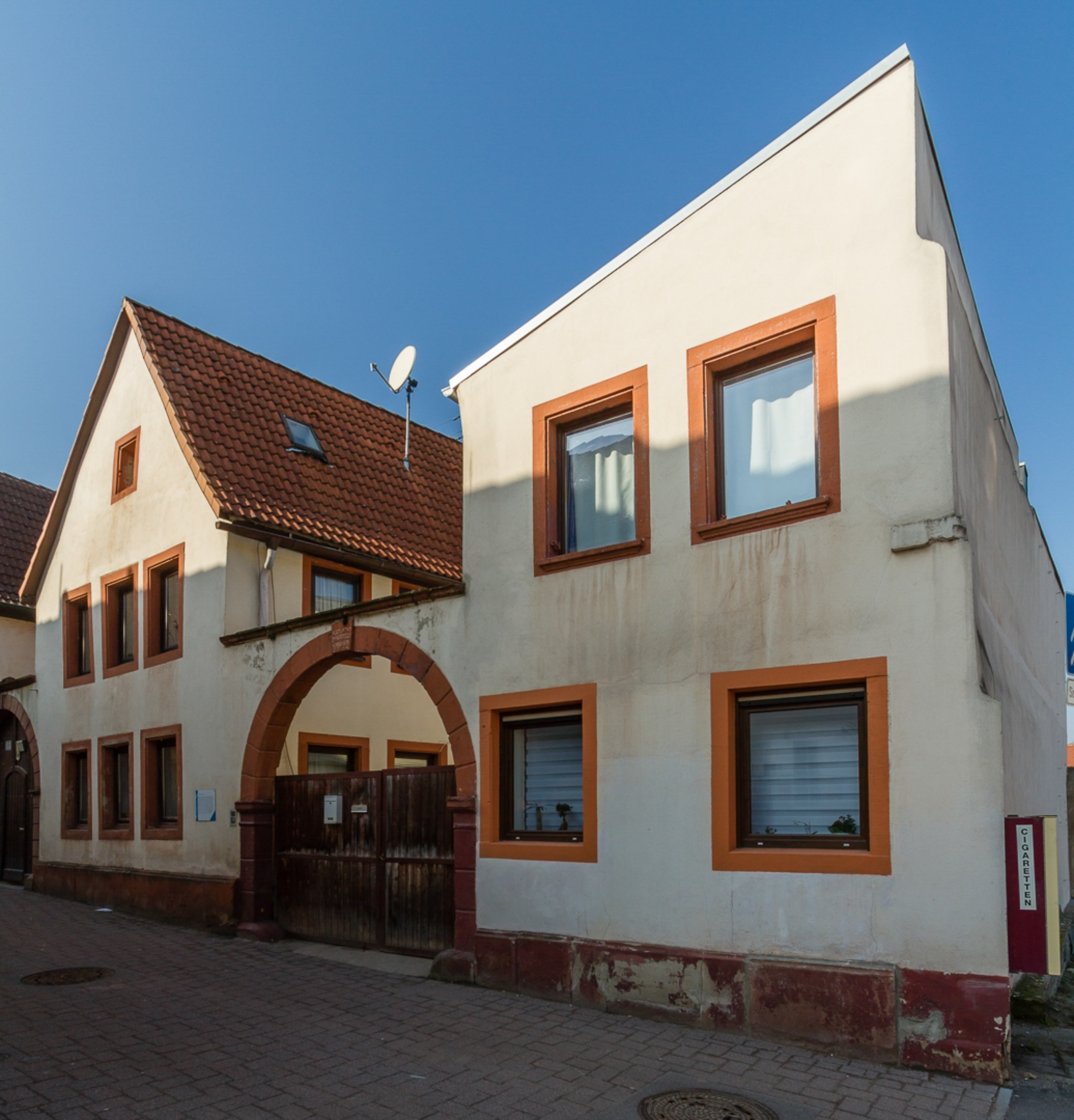
Ehemals jüdisches Wohnhaus in der Rhodter Straße, bezeichnet 1754

Bereits in der ersten Hälfte des 14. Jahrhunderts werden vorübergehend auf dem Gebiet von Edenkoben siedelnde Juden erwähnt. Aber erst 1660 erteilte der damalige  Kurfürst Karl I. Ludwig einem Juden die Erlaubnis sich als Schutzjude in Edenkoben niederzulassen. Bis zu Beginn des 19. Jahrhunderts lebten die jüdischen Einwohner in sehr bescheidenen Verhältnissen. Dies änderte sich erst, als die jüdische Gemeinde im Laufe des 19. Jahrhunderts immer größer wurde. Trotz dieses Umstandes gab es innerhalb der Mitglieder der Kultusgemeinde größere Unterschiede, was deren Vermögen betraf. Die Gemeindemitglieder lebten überwiegend vom Handel. Bis in die Mitte des 19. Jahrhunderts nahm die Zahl der Mitglieder der Kultusgemeinde stetig zu und erreichte im Jahr 1847 ihren höchsten Stand. Ab diesem Zeitpunkt wurden die Mitglieder der Kultusgemeinde immer mehr in das Gemeindeleben von Edenkoben integriert. Auch war die Gemeinde sehr offen für Reformen, was sich unter anderem darin zeigt, dass während des Gottesdienstes Gebete in deutscher Sprache gehalten wurden und eine Orgel (die später durch ein Harmonium ersetzt wurde) angeschafft wurde. Für die im Ersten Weltkrieg gefallenen drei Mitglieder der jüdischen Gemeinde war in der 1827 eingeweihten neuen Synagoge eine Gedenktafel angebracht. Ihre Namen befanden sich ebenfalls auf dem Ehrenmal für die Gefallenen des Ersten Weltkrieges der politischen Gemeinde Edenkoben. Bei den Novemberpogromen 1938 wurden diese Namen vom Ehrenmal entfernt. Im Zuge der in Deutschland Mitte des 19. Jahrhunderts einsetzenden Abwanderung von Teilen der Landbevölkerung in die Städte und der Emigration nach Nordamerika und in andere Länder nahm auch die Zahl der jüdischen Gemeindemitglieder in Edenkoben ab diesem Zeitpunkt ab.

### 20. Jahrhundert
1933 zählte die Kultusgemeinde noch 66 Mitglieder. Ab 1933, nach der Machtergreifung Adolf Hitlers, wurden die jüdischen Einwohner immer mehr entrechtet. Zudem kam es immer wieder zu antijüdischen Aktionen und gewalttätigen Übergriffen auf jüdische Einwohner. Nachdem den jüdischen Einwohnern bereits im August 1933 der Handel mit Wein verboten worden war, fasste der Gemeinderat im Jahr 1935, hinsichtlich des Umgangs mit den jüdischen Einwohnern, folgenden Beschluss:
1. Den Juden wird der Zuzug in die Stadtgemeinde Edenkoben verboten, desgleichen jenen Juden, die sich z. Zt. vorübergehend im Auslande aufhalten.
2. Ferner ist den Juden der Erwerb von Grund- und Hausbesitz innerhalb der Stadtgemeinde Edenkoben, sowie das Betreiben eines neuen Gewerbes oder Handels verboten.
3. Jeder Gewerbetreibende, der mit Juden geschäftliche oder private Verbindungen unterhält, ist von der Bewerbung bei Vergebung gemeindlicher Aufträge ausgeschlossen.
4. Unterstützungsempfänger, die ihre Waren beim Juden kaufen, verlieren den Anspruch auf Unterstützung.
5. Der Verkauf von Lebensmitteln oder sonstigen Waren auf dem Wochenmarkt in der Stadtgemeinde Edenkoben, die vom Juden bezogen sind, ist verboten.

Dies alles hatte zur Folge, dass viele jüdischen Familien die Gemeinde verließen. Im Zug der Novemberpogrome 1938 wurden alle jüdischen Einwohner Edenkobens am Nachmittag des 10. Novembers auf dem Marktplatz zusammengetrieben und von dort in Bussen fortgebracht. Die Fahrt endete auf einen freien Feld bei Knielingen. Dort mussten alle die Busse, die dann wieder abfuhren, verlassen. Als die Mitglieder der Kultusgemeinde, trotz der Warnung des damaligen Ortsgruppenleiters der NSDAP nicht mehr nach Edenkoben zurückzukehren, dort wieder eintrafen, mussten sie feststellen, dass in der Zwischenzeit ihre Häuser und Geschäfte geplündert worden waren. Im Oktober 1940 wurden 14 der 16 noch in Edenkoben lebenden jüdischen Gemeindemitglieder im Zuge der sogenannten Wagner-Bürckel-Aktion in das französische Internierungslager Gurs deportiert.

## Entwicklung der jüdischen Einwohnerzahl
| Jahr         | Juden | Jüdische Familien | Bemerkung |
| ------------ | ----- | ----------------- | --------- |
| 1720         |       | 9                 |           |
| 1752         | 52    |                   |           |
| 1765         |       | 18                |           |
| 1775         | 62    |                   |           |
| 1801         | 50    |                   |           |
| 1808         | 88    |                   |           |
| 1825         | 162   |                   |           |
| 1847         | 190   |                   |           |
| 1850         | 180   |                   |           |
| 1875         | 144   |                   |           |
| 1900         | 120   |                   |           |
| 1905         | 123   |                   |           |
| 1924         | 84    |                   |           |
| 1932         | 90    |                   |           |
| 1933         | 66    |                   |           |
| 1937         | 52    |                   |           |
| 1938         | 41    |                   |           |
| 1940         | 39    |                   |           |
| Oktober 1940 | 39    |                   |           |
| 1941         | 2     |                   |           |

Quelle: alemannia-judaica.de; jüdische-gemeinden.de

## Einrichtungen

### Synagoge

#### Alte Synagoge
Die alte Synagoge Edenkoben wurde 1781 im Bereich der heutigen Bahnhofstraße 47–51 errichtet. Im Jahr 1825 musste sie wegen Einsturzgefahr geschlossen werden.

#### Neue Synagoge
Die Neue Synagoge wurde 1826/27 errichtet. Die Synagoge stand an der Bahnhofstraße 47, der ehemaligen  Judengasse.

### Friedhof
Bis 1861 wurden die Toten auf dem jüdischen Friedhof Essingen beigesetzt. Ab 1861 verfügte die Gemeinde über einen eigenen jüdischen Friedhof.

### Schule
Die Gemeinde verfügte ab 1831 über eine eigene Elementarschule. Das Schulgebäude befand sich direkt neben der Synagoge. Bis zur Mitte des 19. Jahrhunderts war ein Lehrer angestellt, der auch die Aufgaben des Vorbeters und Schochet innehatte. Ab der Mitte des 19. Jahrhunderts wurden die Aufgaben des Lehrers und des Vorbeters und Schochets getrennt. Ab diesen Zeitpunkt gab es neben dem Elementarschullehrer nun auch einen Vorbeter und Schochet.

### Mikwe
Die Mikwe befand sich in einem eigenen Gebäude hinter dem Schulhaus. Gespeist wurde die Mikwe mit Wasser aus dem Triefenbach, der direkt hinter der Mikwe vorbeifloss.

## Opfer des Holocaust
Das Gedenkbuch – Opfer der Verfolgung der Juden unter der nationalsozialistischen Gewaltherrschaft 1933–1945 und die Zentrale Datenbank der Namen der Holocaustopfer von Yad Vashem führen 29 Mitglieder der jüdischen Gemeinschaft Edenkoben (die dort geboren wurden oder zeitweise lebten) auf, die während der Zeit des Nationalsozialismus ermordet wurden.